# Редфилд, Розмари
Розмари Джин Редфилд — микробиолог Университета Британской Колумбии, где она работала преподавателем на кафедре зоологии с 1993 года до выхода на пенсию в 2021 году.

## Образование
Редфилд получила степень бакалавра биохимии в Университете Монаша. Она продолжила образование в Макмастерском университете, где в 1980 году получила степень магистра. Её диссертация на тему «Метилирование и конформация хроматина последовательностей ДНК аденовируса типа 12 в трансформированных клетках» была посвящена структуре хроматина и метилированию SDNA. Редфилд получила докторскую степень по биологическим наукам в Стэнфордском университете под руководством Аллана М. Кэмпбелла.

## Исследования и карьера
Редфилд закончила постдокторантуру в Гарвардском университете у Ричарда Чарльза Левонтина и в Медицинской школе Джонса Хопкинса у Хамилтона О. Смита, американского микробиолога и лауреата Нобелевской премии 1978 года. Она сыграла одну из первых ролей в опровержении результатов Фелисы Вулф-Саймон о «мышьяковой жизни» GFAJ-1. Редфилд вышла на пенсию в 2021 году.

### Избранные публикации
- Boulton, Alan; Myers, Richard S.; Redfield, Rosemary J. (22 июля 1997). The hotspot conversion paradox and the evolution of meiotic recombination. Proceedings of the National Academy of Sciences (англ.). 94 (15): 8058–8063. Bibcode:1997PNAS...94.8058B. doi:10.1073/pnas.94.15.8058. ISSN 0027-8424. PMC 21556. PMID 9223314.
- Redfield, Rosemary J. (2001). Do bacteria have sex?. Nature Reviews Genetics (англ.). 2 (8): 634–639. doi:10.1038/35084593. ISSN 1471-0064. PMID 11483988. S2CID 5465846.
- Redfield, R (1 августа 2002). Is quorum sensing a side effect of diffusion sensing?. Trends in Microbiology. 10 (8): 365–370. doi:10.1016/s0966-842x(02)02400-9. ISSN 0966-842X. PMID 12160634.
- Redfield, Rosemary J.; Cameron, Andrew D. S.; Qian, Qing; Hinds, J.; Ali, Tahir R.; Kroll, J. Simon; Langford, Paul R. (8 апреля 2005). A Novel CRP-dependent Regulon Controls Expression of Competence Genes in Haemophilus influenzae. Journal of Molecular Biology (англ.). 347 (4): 735–747. doi:10.1016/j.jmb.2005.01.012. ISSN 0022-2836. PMID 15769466.

## Награды
- Грант CIHR (1999) — Регулирование компетентности в отношении гемофильной инфекции[9]
- Грант CIHR (2012) — Регуляция промоторов CRP-S в H. Influenzae и E. Coli[9]
- Вошла в список 10 людей года журнала Nature в 2011 году